# Wybory parlamentarne na Barbadosie w 2008 roku
Wybory parlamentarne na Barbadosie odbyły się 15 stycznia 2008. W tym samym terminie miało się także odbyć referendum dotyczące przekształcenia państwa w republikę, jednak zostało ono przełożone na późniejszy termin.

## Wyniki
Wybory wygrała Demokratyczna Partia Pracy, która od 1994 roku była w opozycji. Zwycięska partia zdobyła 20 miejsc w parlamencie, natomiast opozycyjna Partia Pracy Barbadosu, kierowana przez dotychczasowego premiera Owena Arthura zajęła pozostałe 10 miejsc.
Nowym premierem został lider Demokratycznej Partii Pracy David Thompson, który został zaprzysiężony 16 stycznia 2008.
| Partia                                                      | Partia                              | Głosy   | Głosy  | Głosy | Mandaty | Mandaty |
| Partia                                                      | Partia                              | Razem   | %      | +/–   | Razem   | +/–     |
| ----------------------------------------------------------- | ----------------------------------- | ------- | ------ | ----- | ------- | ------- |
|                                                             | Demokratyczna Partia Pracy (DLB)    | 77 680  | 52,53% | 8,25% | 20      | 13      |
|                                                             | Partia Pracy Barbadosu (BLP)        | 69 720  | 47,14% | 8,46% | 10      | 13      |
|                                                             | Peoples Empowerment Party (PEP)     | 235     | 0,16%  | 0,16% | 0       | –       |
|                                                             | Ludowy Kongres Demokratyczny (PDC)  | 46      | 0,03%  | 0,03% | 0       | –       |
|                                                             | Niezależni (IND)                    | 205     | 0,14%  | 0,02% | 0       |         |
| Razem                                                       | Razem                               | 147 886 | 100%   | –     | 30      | –       |
| Nieważne głosy                                              | Nieważne głosy                      | 1071    | –      | –     | –       | –       |
|                                                             |                                     |         |        |       |         |         |
| Zarejestrowani wyborcy / frekwencja                         | Zarejestrowani wyborcy / frekwencja | 235 510 | 63,04% | 2,01% | –       | –       |
| Źródło: Barbados General Election Results – 15 January 2008 |                                     |         |        |       |         |         |